# Kras zunaj Evrope
Kraška ozemlja se ne nahajajo samo v Sloveniji in Evropi, pač pa so razširjena skoraj povsod po svetu.
Od prvih raziskav kraških pojavov do danes se je krasoslovje močno razvilo. Sam pojem besede kras je prešel iz oznake svojstvene oblike tal na bolj splošen izraz za eno od treh glavnih topografskih delitev zemeljskega površja. Dejansko je kraških tal veliko več kot vulkanskih in približno toliko kot ledeniških. Kras se razlikuje predvsem po osnovi, na kateri se razvija. Na Slovenskem poznamo oblike, ki so nastale na apnenčastih in dolomitnih tleh, drugod je nastal kras v soli, kredi, sadri, v raznih anhidridih, itd. Celo v vulkanskih kamninah se odvijajo kraški pojavi.
Kras je večinoma v zmernem podnebnem pasu, kjer so povprečne vremenske razmere – predvsem količina padavin – bolj primerne za njegov razvoj. Ta podatek nam nudi precej zanesljivo sliko o svetovnih lokacijah krasa. Spodaj je navedenih le nekaj teh območij.     
- V ZDA je pet dobro raziskanih in preučenih področij s kraškimi pojavi:
  - Apalači, posebno Alegeni
  - Florida z obilico pojavov predvsem v vodnem omrežju
  - Planota med Missourijem, Tennesseejem, Kentuckyjem in Indiano ter osrednji Kentucky s sistemom Mamutove jame
  - Južno območje: Nova Mehika, Teksas, Arizona
  - Zapadno območje: Utah in Južna Dakota
- V Mehiki so nekatere med največjimi jamami na svetu (Sistema Purificacion 85 km), a zanimanje za kraške pojave je še skromno.
- Izrazito kraška področja so na Kubi (jama Santo Tomas, 45 km), Portoriku, Jamajki in Jukatanu.
- V Venezueli in v Andih je prav tako veliko krasa, ki je pa popolnoma neraziskan.
- Znana je jama Toca de Boa Vista v Braziliji (66 km).
- V Avstraliji je drugo največje apnenčasto ozemlje na svetu (okoli 500.000 km2), ki je pa zaradi malo razvidnih površinskih oblik malo raziskano. V Novi Zelandiji je več jam raziskanih in opremljenih, največja je Bulmer Cavern (41 km).
- Ljudska republika Kitajska ima veliko kraških tal, preko 600.000 km2, ki jih Kitajci sicer redno raziskujejo, a jih Evropejci zelo malo poznamo. Šele v zadnjih letih so se neazijski raziskovalci zavzeli za to ozemlje. Po prvih poročilih gre za področje na jugu države, v provincah Junan, Guidžov in Džjangši, to je zahodna polovica področja južno od reke Jangce. Jama Teng Long Dong (kitajsko: 腾龙洞; dobesedno 'jama lebdečega zmaja') s približno 59,8 km prehodov, velja za najdaljši monomerni kraški jamski sistem na svetu.[1]
- Tudi oba dela sosednjega Vietnama (Thien Duong jama), Nova Gvineja (jama Mamo Kanada, 54 km) in Filipini so kraški, a večinoma neraziskani.
- V Atlaškem gorovju od Tunizije do Maroka se razprostirajo velika območja krasa. V Libanonu je jama Jeita, zelo podobna Postojnski jami, od kjer priteka voda za ves Bejrut. Tudi v Sahari je nekaj kraških oblik.